# Álvaro Rodríguez Torres
Álvaro Rodríguez Torres (Bogotá, Colombia, 1948) es un poeta y traductor colombiano. 

## Obra

### Libros de traducciones publicados
- Vito Grandam, Ziraldo Alves Pinto (Norma, 1994);
- Agosto, Rubem Fonseca (Norma, 2004);
- Os Cangaceiros, María Isaura Pererira de Queiroz (El Áncora, 1992);
- Poemas en prosa, Baudelaire (El Áncora, 1994);
- El pintor de la vida moderno (El Áncora, 1995);
- El reino del caimito, Derek Walcott (Norma, 1996);
- La vida vivida, Vinicius de Moraes (El Áncora, 1996).

## Premios
Su trabajo ha sido distinguido con el Premio Hispanoamericano de Poesía “Octavio Paz” (1988), el Premio Nacional de Poesía “Eduardo Cote Lamus” (2002) y el Primer Puesto en el Concurso Nacional de Traducción de Poesía Francesa (2003). 